# Гай Целий Кальд
Гай Це́лий Кальд (лат. Gaius Coelius Caldus; родился около 140 года до н. э. — умер после 94 года до н. э.) — римский оратор и политический деятель, консул 94 года до н. э. Был «новым человеком», но сделал карьеру благодаря своему красноречию.

## Происхождение
Гай Целий принадлежал к незнатному плебейскому роду из трибы Эмилия. Среди его предков не было магистратов, так что он считался «новым человеком». Благодаря Капитолийским фастам известно, что отец и дед Гая Целия носили тот же преномен.

## Биография
В одном из трактатов Марка Туллия Цицерона о Гае Целии говорится как о ровеснике Луция Лициния Красса. Соответственно рождение Кальда историки относят приблизительно к 140 году до н. э.
Источники сообщают, что, не имея знатных предков, Гай Целий был вынужден преодолевать серьёзные препятствия в своей карьере. Согласно Цицерону, он так же, как до него Гай Марий и Гай Флавий Фимбрия, «напрягал силы в далеко не лёгкой борьбе с недругами, чтобы ценой трудов добиться почестей». Попытка стать квестором закончилась поражением на выборах, но позже, в 107 году до н. э., Кальд занял должность народного трибуна. В этом качестве он привлёк к суду аристократа Гая Попиллия Лената, заключившего позорный мир с галльским племенем тигуринов. Чтобы лишить знать возможности повлиять на итоги голосования присяжных, Гай Целий добился принятия закона, согласно которому в судебных комиссиях, занимавшихся делами об измене, голоса должны были подаваться тайно. В результате осуждение Лената стало неизбежным, и обвиняемый ушёл в изгнание до приговора. Позже Кальд пожалел о сделанном: он «всю жизнь сокрушался из-за того, что, желая уничтожить Гая Попиллия, причинил вред государству».
Примерно в те же годы Гай Целий занимал должность монетария. Г. Самнер считает, что это было в 106 году до н. э., М. Кроуфорд — в 104 году, В. Рязанов — в 110 году. Монеты, отчеканенные Кальдом, вполне типичны для Рима той эпохи: на одной стороне изображена богиня Рома, на другой — Виктория в колеснице.
До 103 года до н. э. Кальд в качестве судьи вынес решение по иску поэта Луцилия о нанесённом ему с театральной сцены оскорблении; этот иск был отклонён. Позже Гай Целий занимал должность претора и управлял провинцией Ближняя Испания. Точных датировок нет и здесь. Поскольку в конце 98 года до н. э. наместником этого региона стал Тит Дидий, историки предполагают, что Кальд был претором в 100 или 99 году, а на Пиренейском полуострове находился в 99 или 98 году — либо как претор, либо уже как пропретор. В 95 году он победил на консульских выборах, причём выдержал тяжёлую борьбу с двумя конкурентами из нобилитета. Его коллегой стал аристократ Луций Домиций Агенобарб; о событиях консульского года (94 до н. э.) практически ничего не известно.
Эпитоматор Тита Ливия, рассказывая о событиях 91—90 годов до н. э., упоминает некоего Гая Цецилия, который «победил взбунтовавшихся саллювиев» в Трансальпийской Галлии. Об этом человеке больше ничего не известно, и в историографии существует мнение, что в действительности имеется в виду Гай Целий Кальд. У этой гипотезы есть как сторонники, так и противники.

## Интеллектуальные занятия
Цицерон упоминает Гая Целия в своём перечне ораторов в трактате «Брут». Он говорит, что у Кальда были «отменное трудолюбие, отменные душевные качества, а красноречия ровно столько, чтобы в частных делах помогать своим друзьям, а в государственных делах — поддерживать собственное достоинство». В другом трактате Цицерон называет красноречие Гая Целия «довольно посредственным», но констатирует, что оно всё-таки обеспечило Кальду хорошую карьеру.

## Семья
У Гая Целия было двое сыновей. Старший, носивший тот же преномен, около 69 года до н. э. управлял одной из восточных провинций Рима. Существует предположение, что именно он имеется в виду под «беспутным сыном» некоего Целия, присвоившим отцовские деньги. Второй сын, Луций (ум. после 81 до н. э.), был членом жреческой коллегии септемвиров эпулонов; сын Луция Гай в бытность свою монетным триумвиром чеканил денарии с изображением деда.